# Etiópia a 2004. évi nyári olimpiai játékokon
Etiópia a görögországi Athénban megrendezett 2004. évi nyári olimpiai játékok egyik részt vevő nemzete volt. Az országot az olimpián 2 sportágban 26 sportoló képviselte, akik összesen 7 érmet szereztek.

## Érmesek
| Érem  | Versenyző        | Sportág  | Versenyszám    |
| ----- | ---------------- | -------- | -------------- |
| Arany | Kenenisa Bekele  | Atlétika | Férfi 10 000 m |
| Arany | Meseret Defar    | Atlétika | Női 5000 m     |
| Ezüst | Kenenisa Bekele  | Atlétika | Férfi 5000 m   |
| Ezüst | Sileshi Sihine   | Atlétika | Férfi 10 000 m |
| Ezüst | Ejegayehu Dibaba | Atlétika | Női 10 000 m   |
| Bronz | Tirunesh Dibaba  | Atlétika | Női 5000 m     |
| Bronz | Derartu Tulu     | Atlétika | Női 10 000 m   |

## Atlétika
Férfi

| Versenyző          | Versenyszám    | Előfutam | Előfutam | Előfutam | Elődöntő | Elődöntő | Elődöntő | Döntő         | Döntő         |
| Versenyző          | Versenyszám    | Idő      | Hely.    | Össz.    | Idő      | Hely.    | Össz.    | Idő           | Helyezés      |
| ------------------ | -------------- | -------- | -------- | -------- | -------- | -------- | -------- | ------------- | ------------- |
| Berhanu Alemu      | 800 m          | 1:46,26  | 2.       | 21.      | 1:47,40  | 6.       | 19.      | kiesett       | kiesett       |
| Mulugeta Wendimu   | 1500 m         | 3:39,96  | 5.       | 20.      | 3:41,14  | 4.       | 13.      | 3:38,33       | 10.           |
| Dejene Berhanu     | 5000 m         | 13:19,42 | 3.       | 3.       |          |          |          | 13:16,92      | 5.            |
| Gebre Gebremariam  | 5000 m         | 13:21,20 | 2.       | 8.       |          |          |          | 13:15,35      | 4.            |
| Kenenisa Bekele    | 5000 m         | 13:21,16 | 1.       | 7.       |          |          |          | 13:14,59      |               |
| Kenenisa Bekele    | 10 000 m       |          |          |          |          |          |          | 27:05,10      |               |
| Haile Gebrselassie | 10 000 m       |          |          |          |          |          |          | 27:27,70      | 5.            |
| Sileshi Sihine     | 10 000 m       |          |          |          |          |          |          | 27:09,39      |               |
| Tewodros Shiferaw  | 3000 m akadály | 8:33,15  | 10.      | 27.      |          |          |          | 8:15,77       | 9.            |
| Luleseged Wale     | 3000 m akadály | 8:50,73  | 12.      | 36.      |          |          |          | 8:11,64       | 5.            |
| Hailu Negussie     | Maraton        |          |          |          |          |          |          | nem ért célba | nem ért célba |
| Ambesse Tolosa     | Maraton        |          |          |          |          |          |          | 2:15:39       | 15.           |
| Tereje Wodajo      | Maraton        |          |          |          |          |          |          | 2:21:53       | 46.           |

Női

| Versenyző        | Versenyszám | Előfutam | Előfutam | Előfutam | Elődöntő | Elődöntő | Elődöntő | Döntő         | Döntő         |
| Versenyző        | Versenyszám | Idő      | Hely.    | Össz.    | Idő      | Hely.    | Össz.    | Idő           | Helyezés      |
| ---------------- | ----------- | -------- | -------- | -------- | -------- | -------- | -------- | ------------- | ------------- |
| Kutre Dulecha    | 1500 m      | 4:06,95  | 5.       | 20.      | 4:07,63  | 8.       | 16.      | kiesett       | kiesett       |
| Meskerem Legesse | 1500 m      | 4:08,13  | 12.      | 38.      | kiesett  | kiesett  | kiesett  | kiesett       | kiesett       |
| Mestawat Tadesse | 1500 m      | 4:11,78  | 12.      | 34.      | kiesett  | kiesett  | kiesett  | kiesett       | kiesett       |
| Meseret Defar    | 5000 m      | 14:52,39 | 1.       | 1.       |          |          |          | 14:45,65      |               |
| Tirunesh Dibaba  | 5000 m      | 15:00,66 | 1.       | 8.       |          |          |          | 14:51,83      |               |
| Sentayehu Ejigu  | 5000 m      | 15:01,31 | 2.       | 9.       |          |          |          | 15:09,55      | 10.           |
| Ejegayehu Dibaba | 10 000 m    |          |          |          |          |          |          | 30:24,98      |               |
| Werknesh Kidane  | 10 000 m    |          |          |          |          |          |          | 30:28,30      | 4.            |
| Derartu Tulu     | 10 000 m    |          |          |          |          |          |          | 30:26,42      |               |
| Elfenesh Alemu   | Maraton     |          |          |          |          |          |          | 2:28:15       | 4.            |
| Asha Gigi        | Maraton     |          |          |          |          |          |          | nem ért célba | nem ért célba |
| Workenesh Tola   | Maraton     |          |          |          |          |          |          | nem ért célba | nem ért célba |

## Ökölvívás
| Versenyző          | Versenyszám | Selejtező                      | Nyolcaddöntő             | Negyeddöntő       | Elődöntő          | Döntő             | Helyezés |
| Versenyző          | Versenyszám | Ellenfél Eredmény              | Ellenfél Eredmény        | Ellenfél Eredmény | Ellenfél Eredmény | Ellenfél Eredmény | Helyezés |
| ------------------ | ----------- | ------------------------------ | ------------------------ | ----------------- | ----------------- | ----------------- | -------- |
| Endalkachew Kebede | Papírsúly   | Igarasi Tosijuki (JPN) · 26-21 | Cou Si-ming (CHN) · 8-31 | kiesett           | kiesett           | kiesett           | 9.       |
| Abel Aferalign     | Harmatsúly  | Detelin Dalakliev (BUL) · RSC  | kiesett                  | kiesett           | kiesett           | kiesett           | 17.      |

RSC - a játékvezető megállította a mérkőzést